# 天主教热基耶教区
天主教熱基耶教區（拉丁語：Dioecesis Iequieana）是巴西一個天主教教區，位於巴伊亞州中部，包括二十四個市。此教區屬維多利亞達孔基斯塔總教區。
教區成立於1978年11月7日，2006年有教友520,000人，佔總人口86.7%。有廿九個堂區、司鐸四十二人。教區主教現時出缺，榮休主教為克里斯蒂亞諾·雅各伯·克拉普夫。